# Parc du Peuple de l'herbe
Le Parc du Peuple de l'herbe, destiné à sauvegarder des espèces animales (insectes, oiseaux aquatiques) et végétales, est un parc départemental de 113 hectares ouvert au public depuis 2016 dans la commune de Carrières-sous-Poissy dans les Yvelines.

## Géographie
Situé au sein d'une zone naturelle d'intérêt écologique, faunistique et floristique, le Parc du Peuple de l’herbe est un espace paysager naturel conciliant environnement et promenades en bord de Seine.

## Biodiversité
Dédié à la biodiversité, il comprend notamment 800 m2 de terrain consacré aux insectes, avec une exposition permanente dans la maison des insectes. En 2020, 1000 arbres ont été plantés dans le parc.

## Prix
En 2017, la Communauté urbaine du Grand Paris Seine et Oise (78), appuyée par le département des Yvelines, a remporté le Grand Prix « Milieux humides et urbanisme», organisé par les ministères de la Transition écologique et solidaire et de la Cohésion des territoires, avec un projet de réhabilitation et de valorisation de cet espace laissé l’abandon, par la valorisation de milieux humides et naturels diversifiés.

## Galerie

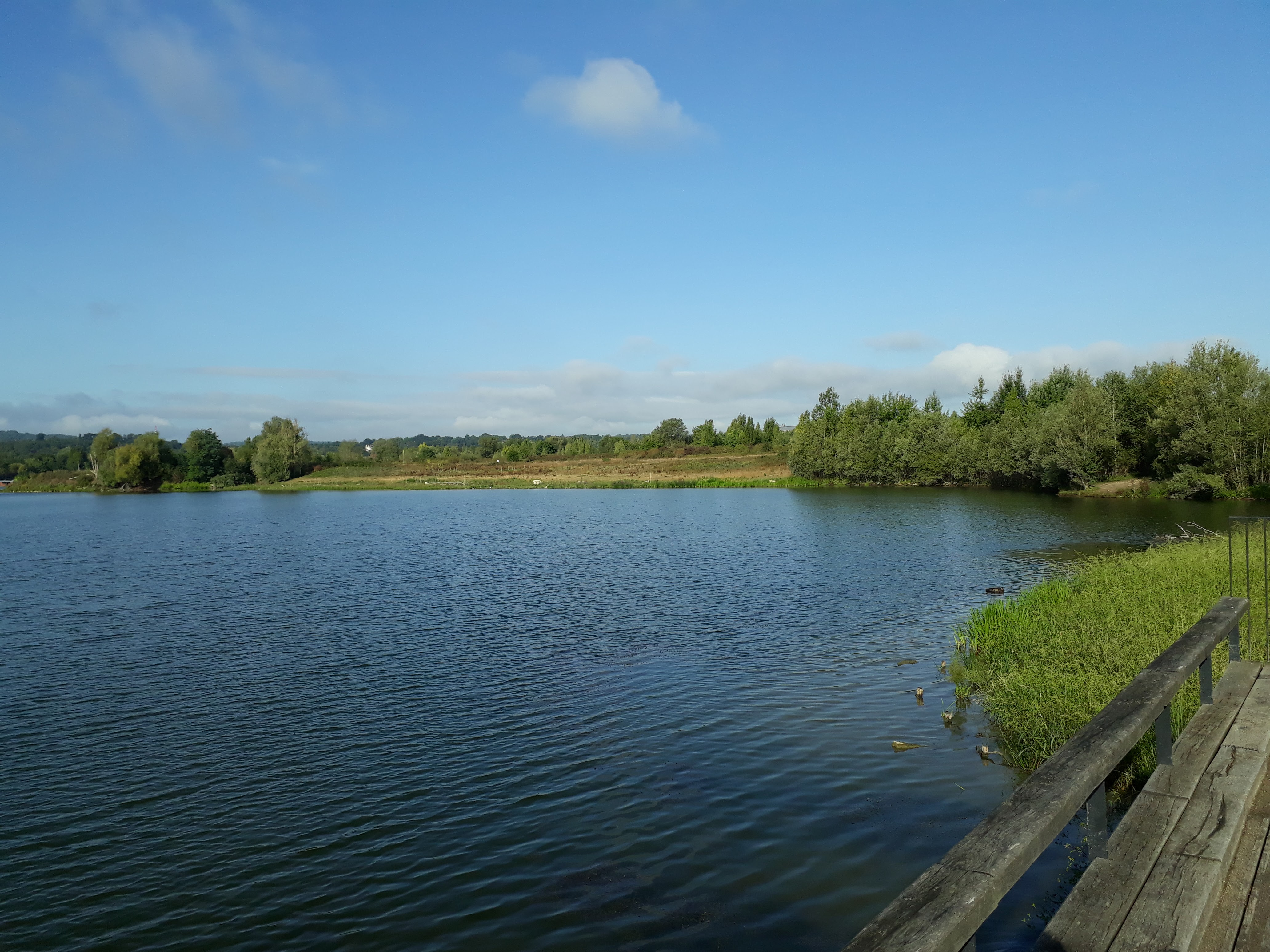
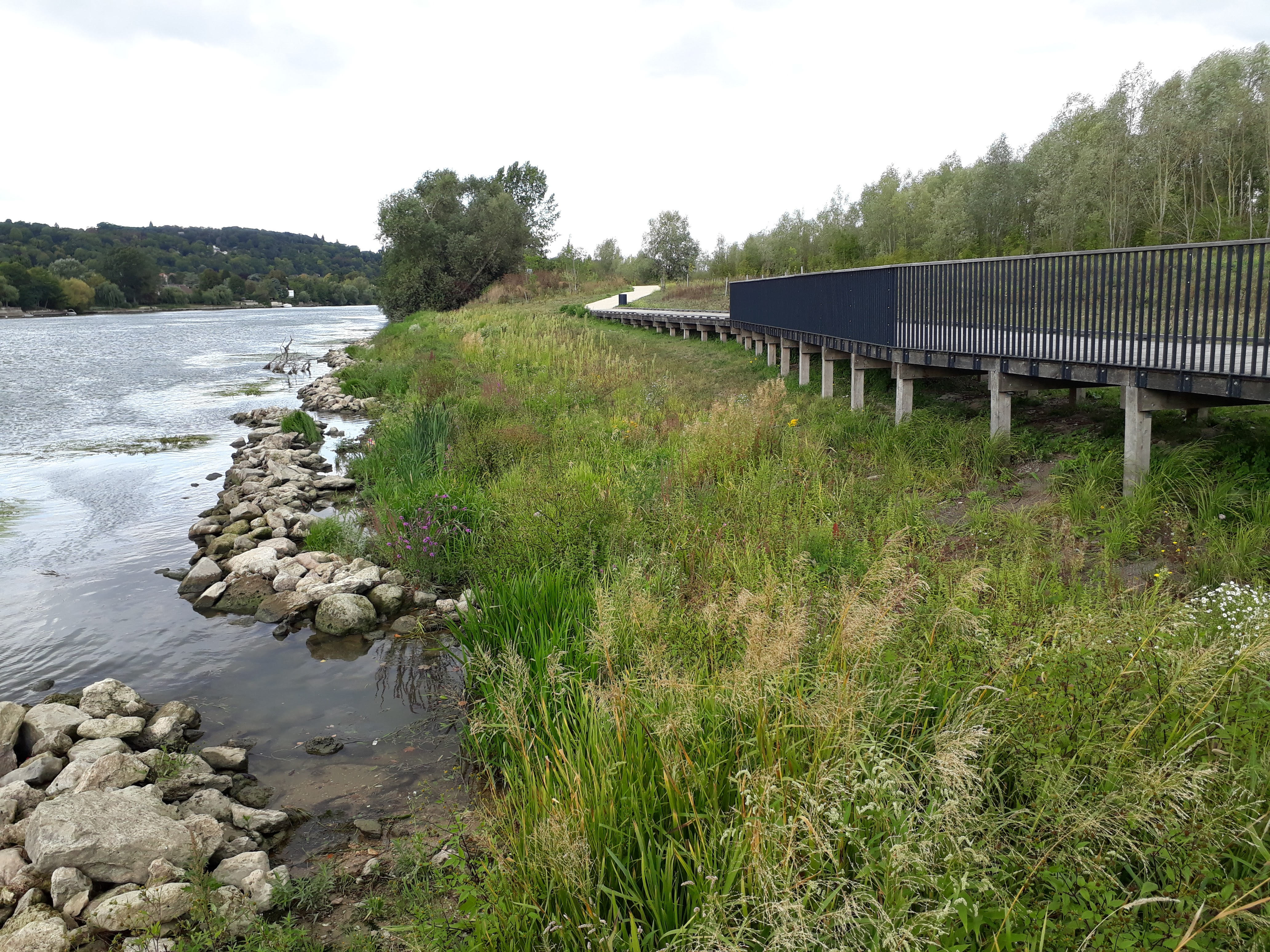
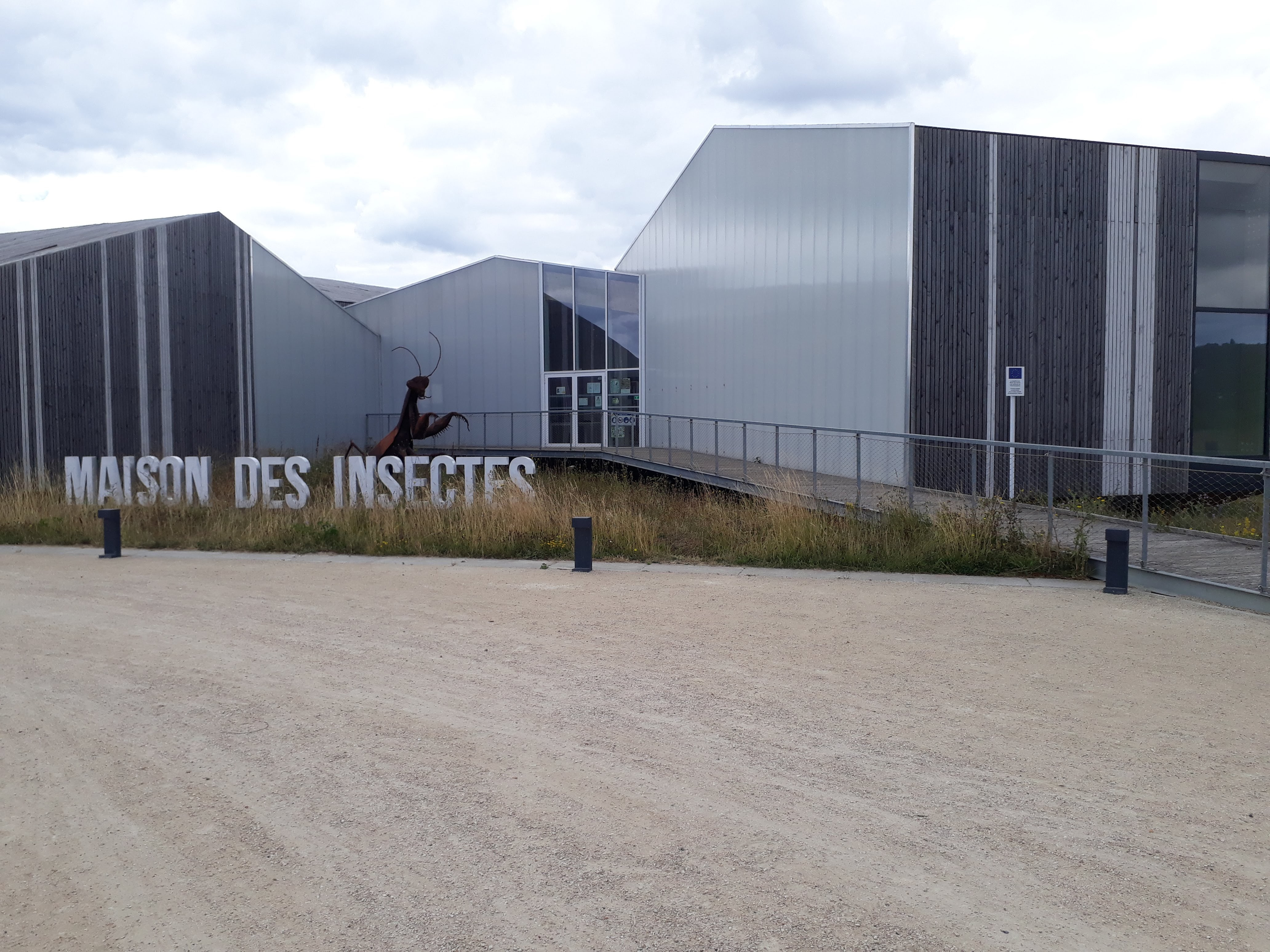
Maison des insectes
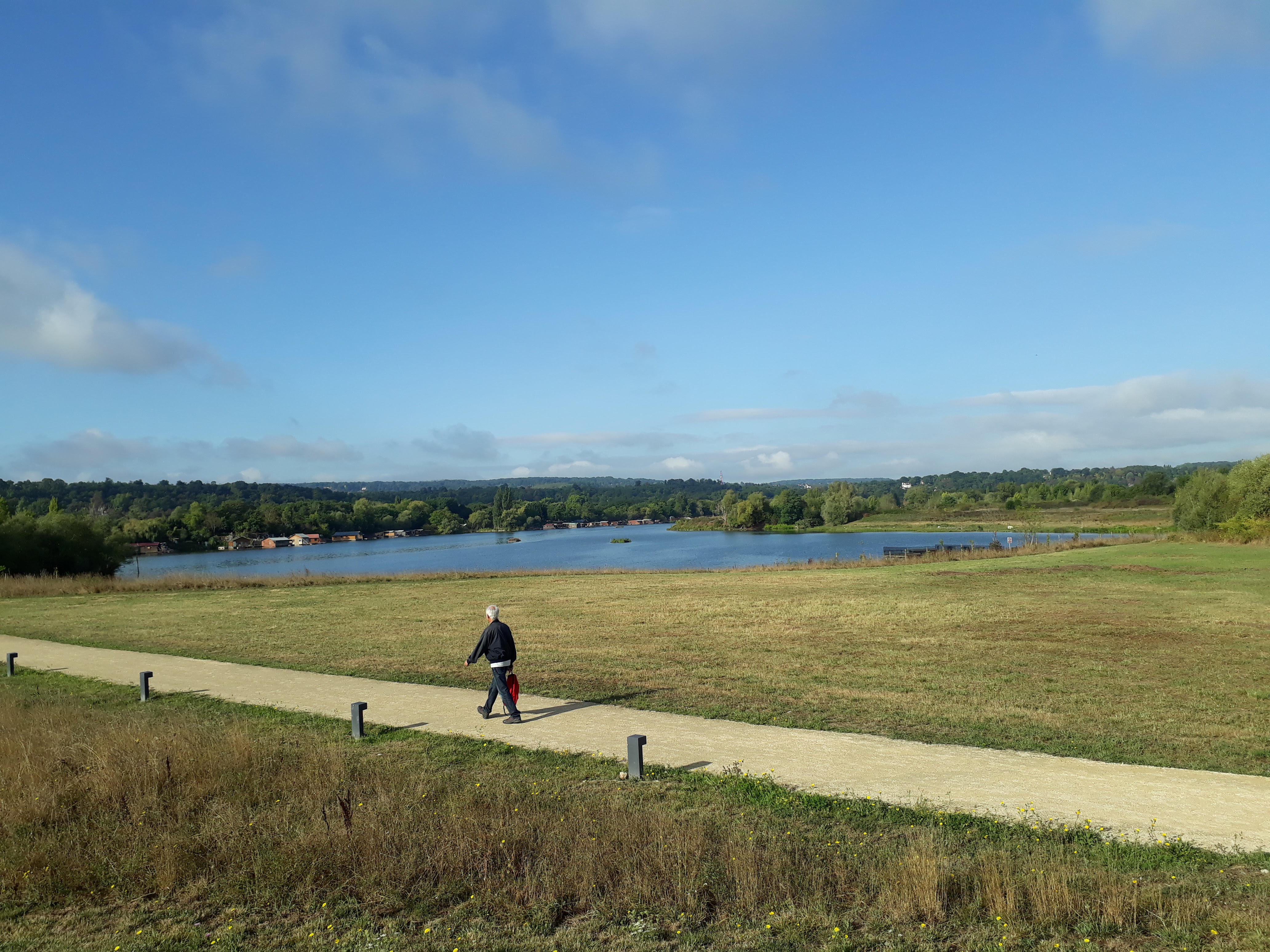
Parc du Peuple de l'Herbe